# Sabrina Ferilli
Sabrina Ferilli (Roma, 28 de juny de 1964) és una model, presentadora de televisió, actriu de doblatge i actriu italiana de cinema, teatre i televisió. Guanyadora de cinc Nastro d'argento (dels quals un especial el 2016 pel compromís cívic amb la seva interpretació a Io e Lei), un Globus d'or, quatre Ciak d'or i quatre nominacions pels premis David di Donatello.
L'any 2013, participà en la pel·lícula guanyadora de l'Oscar La grande bellezza dirigida per Paolo Sorrentino.

## Filmografia

### Cinema
- Portami la luna, de Carlo Cotti (1986)
- Caramelle da uno sconosciuto, de Franco Ferrini (1987)
- I picari, de Mario Monicelli (1988)
- Il frullo del passero, de Gianfranco Mingozzi (1988)
- Il volpone, de Maurizio Ponzi (1988)
- Rimini Rimini - Un anno dopo, de Bruno Corbucci (1988)
- Night Club, de Sergio Corbucci (1989)
- Americano rosso, d'Alessandro D'Alatri (1991)
- La strada di Ball, de Marco Colli (1991)
- Piccoli omicidi senza parole, de Josè Quaglio (1991)
- Donne sottotetto, de Roberto Giannarelli (1992)
- Vietato ai minori, de Maurizio Ponzi (1992)
- Naufraghi sotto costa, de Marco Colli (1992)
- Diario di un vizio, de Marco Ferreri (1993)
- Donne in un giorno di festa, de Salvatore Maira (1993)
- Il giudice ragazzino, d'Alessandro Di Robilant (1994)
- Anche i commercialisti hanno un'anima, de Maurizio Ponzi (1994)
- La bella vita, de Paolo Virzì (1994)
- Vite strozzate, de Ricky Tognazzi (1996)
- Ferie d'agosto, de Paolo Virzì (1996)
- Ritorno a casa Gori, d'Alessandro Benvenuti (1996)
- Arance amare, de Michel Such (1997)
- Tu ridi, de Paolo i Vittorio Taviani (1998)
- Il signor Quindicipalle, de Francesco Nuti (1998)
- I fobici, de Giancarlo Scarchilli (1999)
- Le giraffe, de Claudio Bonivento (2000)
- A ruota allibera, de Vincenzo Salemme (2000)
- L'acqua... il fuoco, de Luciano Emmer (2003)
- Christmas in love, de Neri Parenti (2004)
- Eccezzziunale veramente - Capitolo secondo... me, de Carlo Vanzina (2006)
- Natale a New York, de Neri Parenti (2006)
- Tutta la vita davanti, de Paolo Virzì (2008)
- I mostri oggi, d'Enrico Oldoini (2009)
- Natale a Beverly Hills, de Neri Parenti (2009)
- Vacanze di Natale a Cortina, de Neri Parenti (2011)
- La gran bellezza, de Paolo Sorrentino (2013)
- Io e lei, de Maria Sole Tognazzi (2015)
- Forever Young, de Fausto Brizzi (2016)
- Omicidio all'italiana, de Maccio Capatonda (2017)
- The Place, de Paolo Genovese (2017)

### Televisió
- Naso di cane - Minisèrie TV (1986)
- I ragazzi della 3ª C, en l'episodi «A Carnevale ogni scherzo val» (1987)
- La casa dell'orco (1988) - Telefilm
- Valentina - Sèrie TV (1989)[2]
- Stelle in fiamme - Sèrie TV (1989)
- L'isola dei misteri (1990) - Telefilm
- Una storia italiana (1992) - Telefilm
- Un commissario a Roma, en l'episodi «Specchio d'acqua» (1993)[3]
- Inka Connection (1995) - Telefilm
- Die Falle (1995) - Telefilm[4]
- Il padre di mia figlia (1997) - Telefilm
- Leo e Beo - Minisèrie TV (1998)
- Commesse - Minisèrie TV (1999
- Le ali della vita (2000) - Telefilm
- Come l'America (2001) - Telefilm
- Le ali della vita 2 - Telefilm (2001)
- Cuore di donna (2002) - Telefilm
- Commesse 2 - Minisèrie TV (2002)
- Rivoglio i miei figli - Minisèrie TV (2004)
- Al di là delle frontiere - Minisèrie TV (2004)
- La terra del ritorno - Minisèrie TV (2004)
- Dalida - Minisèrie TV (2005)
- Angela (2005) - Telefilm
- Matilde (2005) - Telefilm
- Lucia (2005) - Telefilm
- La provinciale (2006) - Telefilm
- Anna e i cinque - Minisèrie TV (2008)
- Caldo criminale - Telefilm (2010)
- Due imbroglioni e... mezzo! - Minisèrie TV (2010)
- Anna e i cinque 2 - Minisèrie TV (2011)
- Né con te né senza di te - Minisèrie TV (2012)
- Baciamo le mani - Palermo New York 1958, d'Eros Puglielli (2013)
- Rimbocchiamoci le maniche, de Stefano Reali (2016)

### Veu
- Cars - Motori ruggenti (2006)
- Cars 2 (2011)
- Ati alla scoperta scoperta di Veio (2014)
- Ballerina, d'Eric Summer i Éric Warin (2016)
- Cars 3 (2017)

### Programes de televisió
- Festival di Sanremo (Rai 1, 1996)
- Mai dire gol (Italia 1, 1996-1997)
- La partita del cuore (Rai 1, 1997)
- Donna sotto le stelle (Canale 5, 1998-1999)
- La bella e la besthia (Rai 1, 2002)
- Crozza Italia (La7, 2006-2008)
- Amici di Maria De Filippi (Canale 5, 2013-2016)
- Contratto (Agon Channel, 2014-2015)
- House party (Canale 5, 2016)
- Storie del genere (Rai 3, 2018)
- Tú sí que vales (Canale 5, dal 2019)
- Amici Speciali (Canale 5, 2020)

### Teatre
- Alleluja brava gente (1994-1995)
- Un paio d'ali (1996-1997)
- Rugantino (1998-2001)
- La presidentessa (2005-2007)
- Signori... le paté de la maison! (2014-2016)[5]